# Municipio de Marín
El municipio de Marín es un municipio de México ubicado en Nuevo León. Nombrado en honor al doctor Primo Feliciano Marín de Porras.
Colinda al norte con Higueras, al sur con Pesquería, al este con Doctor González y al oeste con General Zuazua.

## Geografía
El municipio de Marín se encuentra en el noreste de Nuevo León, el terreno es mayormente plano y se encuentran las elevaciones Loma de Higueras, Loma Larga, Loma del Zapato y Sierra de Picachos. El Arroyo de las Casas cruza el municipio y fue lo que dio origen al pueblo; en años recientes está semiseco mantenido solo por el Ojo de Agua El Saladito, llamado así por su agua salobre y tradicionalmente dividido en el Charco del Perro, el Charco Largo y el Charco de la Vuelta; desemboca en el río Salinas. También están el Arroyo Agua Negra, La Cañada Blanca, el Arroyo de Ramos o de Higueras, el Arroyo de la Azufrosa y Arroyo el Recodo. El río Salinas, antiguamente llamado río de la Pesquería Grande, es el único que pasa por el municipio.

## Clima
Las precipitaciones anuales que fluctúan entre 700 y 1200 mm, el mes más lluvioso es septiembre. Los meses más calurosos son julio y agosto. La dirección predominante de los vientos es de norte a sur, la temperatura media es anual 22 °C; temperatura máxima 40 °C y temperatura mínima 4 °C.

## Flora y fauna
Está compuesta de matorrales cuyos nombres son chaparro prieto, anacahuita, nopal, grangeno, huizache, palma china, guayacán, colima, cenizo, vara dulce, guajillo, coyotillo, mezquite, palo blanco, barreta, corvagallina, tenaza, hierba del potro y tasajillo. Dentro de los pastizales se encuentran el zacate bufét, estrella africana y navajita roja. Respecto a la agricultura existe un incremento en el cultivo de maíz, frijol, sorgo, trigo, cebada y sorgo escobero; en la actualidad hay un auge importante en este ramo debido a la instalación, en los terrenos del municipio, de la Facultad de Agronomía de la Universidad Autónoma de Nuevo León. Está constituida principalmente por el coyote, liebre, tejón, conejo, urraca, tordo, zenzontle, gorrión, cardenal, chachalaca, patogorrillo. Serpientes como víbora de cascabel, la negra, de uña y Reynaldo.

## Historia
Los primeros habitantes de estas tierras fueron los indios. Estos grupos de indígenas o tribus, eran cazadores y recolectores, posiblemente ya conocían la siembra del maíz dando origen a que durante la temporada de siembra y recolección permanecieron viviendo en esta región, prueba de ello, son las puntas de flecha, raspadoras y hachas que se han encontrado alrededor de la Loma Larga y en los sitios cercanos a los ríos. Para algunos autores eran indios de las tribus Borrados y A iguales.
Con la llegada de los españoles a mediados del siglo XVI y en proceso de conquista y colonización el Capitán José Martínez Flores funda en 1684 la Hacienda San Antonio de los Martínez. 
Para 1804 esta Hacienda había crecido considerablemente. Esto motivó al Sr. Joaquín Martínez, a que junto con sus parientes y vecinos acudieran a los gobiernos políticos y eclesiásticos a solicitar que esta Hacienda se erigiera en Villa y que llevara el nombre de Villa de San Carlos de Marín, en honor al Rey Carlos IV de España y en honor al obispo Primo Feliciano Marín de Porras. Esta solicitud fue aceptada pero es hasta el 16 de julio de 1807 cuando el Rey Carlos IV de España firma los documentos correspondientes y esta Hacienda se erige en Villa. Durante la Intervención estadounidense en México el pueblo de Marín fue completamente destruido por el ejército invasor estadounidense al mando del general Zachary Taylor. La ciudad se reconstruyó en 1863.